# Péreuil
Péreuil és un municipi francès situat al departament del Charente i a la regió de la Nova Aquitània. L'any 2007 tenia 414 habitants.

## Demografia

### Població
El 2007 la població de fet de Péreuil era de 414 persones. Hi havia 143 famílies de les quals 33 eren unipersonals (8 homes vivint sols i 25 dones vivint soles), 51 parelles sense fills, 51 parelles amb fills i 8 famílies monoparentals amb fills.
La població ha evolucionat segons el següent gràfic:
Habitants censats

### Habitatges
El 2007 hi havia 178 habitatges, 150 eren l'habitatge principal de la família, 12 eren segones residències i 15 estaven desocupats. 175 eren cases i 2 eren apartaments. Dels 150 habitatges principals, 131 estaven ocupats pels seus propietaris, 15 estaven llogats i ocupats pels llogaters i 4 estaven cedits a títol gratuït; 2 tenien dues cambres, 19 en tenien tres, 39 en tenien quatre i 89 en tenien cinc o més. 125 habitatges disposaven pel capbaix d'una plaça de pàrquing. A 80 habitatges hi havia un automòbil i a 63 n'hi havia dos o més.

### Piràmide de població
La piràmide de població per edats i sexe el 2009 era:
| Homes | Edats   | Dones |
| ----- | ------- | ----- |
| 0     | 95 o +  | 4     |
| 0     | 90 a 94 | 16    |
| 4     | 85 a 89 | 16    |
| 4     | 80 a 84 | 20    |
| 4     | 75 a 79 | 4     |
| 8     | 70 a 74 | 20    |
| 16    | 65 a 69 | 16    |
| 20    | 60 a 64 | 12    |
| 8     | 55 a 59 | 16    |
| 16    | 50 a 54 | 12    |
| 4     | 45 a 49 | 8     |
| 8     | 40 a 44 | 12    |
| 8     | 35 a 39 | 12    |
| 12    | 30 a 34 | 8     |
| 4     | 25 a 29 | 8     |
| 12    | 20 a 24 | 0     |
| 16    | 15 a 19 | 12    |
| 4     | 10 a 14 | 12    |
| 0     | 5 a 9   | 0     |
| 4     | 0 a 4   | 4     |

## Economia
El 2007 la població en edat de treballar era de 221 persones, 145 eren actives i 76 eren inactives. De les 145 persones actives 133 estaven ocupades (71 homes i 62 dones) i 12 estaven aturades (4 homes i 8 dones). De les 76 persones inactives 35 estaven jubilades, 16 estaven estudiant i 25 estaven classificades com a «altres inactius».

### Ingressos
El 2009 a Péreuil hi havia 180 unitats fiscals que integraven 371 persones, la mediana anual d'ingressos fiscals per persona era de 15.487 €.

### Activitats econòmiques
Dels 15 establiments que hi havia el 2007, 1 era d'una empresa alimentària, 4 d'empreses de construcció, 3 d'empreses de comerç i reparació d'automòbils, 1 d'una empresa d'informació i comunicació, 2 d'empreses immobiliàries, 2 d'empreses de serveis i 2 d'entitats de l'administració pública.
Dels 5 establiments de servei als particulars que hi havia el 2009, 1 era un taller de reparació d'automòbils i de material agrícola, 2 paletes, 1 fusteria i 1 agència immobiliària.
L'únic establiment comercial que hi havia el 2009 era un supermercat.
L'any 2000 a Péreuil hi havia 32 explotacions agrícoles que ocupaven un total de 1.372 hectàrees.

## Equipaments sanitaris i escolars
El 2009 hi havia una escola elemental integrada dins d'un grup escolar amb les comunes properes formant una escola dispersa.

## Poblacions més properes
El següent diagrama mostra les poblacions més properes.